# Чемпионат Беларуси по футзалу 2016/2017
Чемпионат Республики Беларусь по футзалу 2016/2017 (официально — XXII чемпионат Республики Беларусь по футзалу) начался 4 ноября 2016 и закончился 30 апреля 2017 года. В чемпионате приняли участие 7 клубов, турнир прошел в три круга.

## Участники
| Клуб         | Город    | Место 2015/16 |
| ------------ | -------- | ------------- |
| Армрест-ВА   | Минск    | 5             |
| БелГУТ       | Гомель   | 7             |
| Бобруйск     | Бобруйск | 3             |
| Меркурий-ГТК | Брест    | 1             |
| Союз-Энерго  | Бобруйск | -             |
| Строитель    | Червень  | 4             |
| Эскулап      | Гомель   | 6             |

## Календарь туров
| № тура | Дата проведения      | Место проведения                                                           | Игравшие команды                                          |
| ------ | -------------------- | -------------------------------------------------------------------------- | --------------------------------------------------------- |
| 1      | 4 — 6 ноября 2016    | Гомель, Дворец игровых видов спорта                                        | БелГУТ, Союз-Энерго, Строитель, Эскулап                   |
| 2      | 23 — 25 декабря 2016 | Брест, УСК «Виктория»                                                      | Армрест-ВА, Бобруйск, Меркурий-ГТК, Строитель             |
| 3      | 28 — 29 января 2017  | Столбцы, ФОК ДЮСШ Столбцовского района                                     | Все команды, кроме БелГУТа                                |
| 4      | 24 — 26 февраля 2017 | Гомель, Дворец игровых видов спорта                                        | Все команды                                               |
| 5      | 17 — 19 марта 2017   | Брест, УСК «Виктория»                                                      | Армрест-ВА, Меркурий-ГТК, Союз-Энерго, Строитель, Эскулап |
| 6      | 7 — 9 апреля 2017    | Гомель, Дворец игровых видов спорта Столбцы, ФОК ДЮСШ Столбцовского района | Все команды                                               |
| 7      | 21 — 23 апреля 2017  | Гомель, Дворец игровых видов спорта Бобруйск, ФСК «Спартак»                | Все команды, кроме Меркурия-ГТК и Строителя               |
| 8      | 29 — 30 апреля 2017  | Минск, СК БНТУ, ДИВС «Уручье»                                              | Меркурий-ГТК, Строитель, Союз-Энерго                      |

## Турнирная таблица
| М | Команда      | И  | В  | Н | П  | Мячи    | ±   | О  |
| - | ------------ | -- | -- | - | -- | ------- | --- | -- |
| 1 | Союз-Энерго  | 18 | 15 | 0 | 3  | 81 − 39 | +42 | 45 |
| 2 | Меркурий-ГТК | 18 | 14 | 2 | 2  | 62 − 18 | +44 | 44 |
| 3 | Строитель    | 18 | 13 | 0 | 5  | 55 − 27 | +28 | 39 |
| 4 | Армрест-ВА   | 18 | 9  | 0 | 9  | 60 − 56 | +4  | 27 |
| 5 | Бобруйск     | 18 | 5  | 1 | 12 | 42 − 75 | −33 | 16 |
| 6 | БелГУТ       | 18 | 3  | 1 | 14 | 28 − 64 | −36 | 10 |
| 7 | Эскулап      | 18 | 2  | 0 | 16 | 34 − 83 | −49 | 6  |

И — игры, В — выигрыши, Н — ничьи, П — проигрыши, Мячи — забитые и пропущенные голы, ± — разница голов, О — очки

## Статистика чемпионата

### Лучшие бомбардиры
| #  | Игрок              | Команда      | Голы | Матчи |
| -- | ------------------ | ------------ | ---- | ----- |
| 1  | Дмитрий Крук       | Союз-Энерго  | 19   | 17    |
| 2  | Владислав Миронов  | Армрест-ВА   | 18   | 14    |
| 3  | Станислав Кричко   | Союз-Энерго  | 14   | 16    |
| 4  | Валерий Соловянчик | Бобруйск     | 10   | 11    |
| 4  | Дмитрий Сераков    | БелГУТ       | 10   | 11    |
| 6  | Алексей Наливайко  | Меркурий-ГТК | 9    | 13    |
| 7  | Виктор Симончик    | Меркурий-ГТК | 9    | 14    |
| 7  | Иван Шулькевич     | Меркурий-ГТК | 9    | 14    |
| 9  | Александр Киселёв  | Союз-Энерго  | 9    | 17    |
| 10 | Кирилл Артюковский | Армрест-ВА   | 8    | 12    |

### Хет-трики
| Игрок               | Клуб         | Соперник   | Счёт | Дата            |
| ------------------- | ------------ | ---------- | ---- | --------------- |
| Кирилл Артюковский  | Армрест-ВА   | Эскулап    | 8:4  | 28 января 2017  |
| Евгений Каратченя   | Бобруйск     | Эскулап    | 5:0  | 29 января 2017  |
| Руслан Шукелович    | Союз-Энерго  | Армрест-ВА | 12:1 | 24 февраля 2017 |
| Дмитрий Крук        | Союз-Энерго  | Армрест-ВА | 12:1 | 24 февраля 2017 |
| Дмитрий Сераков     | БелГУТ       | Бобруйск   | 6:3  | 25 февраля 2017 |
| Иван Шулькевич      | Меркурий-ГТК | Эскулап    | 10:0 | 19 марта 2017   |
| Дмитрий Сераков 4   | БелГУТ       | Эскулап    | 10:5 | 21 апреля 2017  |
| Вячеслав Тишкевич   | БелГУТ       | Эскулап    | 10:5 | 21 апреля 2017  |
| Александр Мещенко   | Эскулап      | БелГУТ     | 5:10 | 21 апреля 2017  |
| Владислав Миронов 5 | Армрест-ВА   | Эскулап    | 10:2 | 22 апреля 2017  |
| Дмитрий Крук        | Союз-Энерго  | Бобруйск   | 15:4 | 22 апреля 2017  |
| Александр Никитин   | Союз-Энерго  | Бобруйск   | 15:4 | 22 апреля 2017  |
| Станислав Кричко 4  | Союз-Энерго  | Бобруйск   | 15:4 | 22 апреля 2017  |
| Владислав Миронов 6 | Армрест-ВА   | БелГУТ     | 8:2  | 22 апреля 2017  |
| Сергей Скидан 4     | Эскулап      | Бобруйск   | 9:5  | 22 апреля 2017  |
| Андрей Довганинец   | Эскулап      | Бобруйск   | 9:5  | 22 апреля 2017  |
| Станислав Кричко 4  | Союз-Энерго  | Бобруйск   | 9:4  | 23 апреля 2017  |
| Александр Киселёв 4 | Союз-Энерго  | Бобруйск   | 9:4  | 23 апреля 2017  |

Примечания:
- 4 — игрок забил четыре гола.
- 5 — игрок забил пять голов.
- 6 — игрок забил шесть голов.

### Лучшие игроки

#### По турам
| № тура | Дата проведения            | Игрок                      | Команда                    | Очки                       |
| ------ | -------------------------- | -------------------------- | -------------------------- | -------------------------- |
| 1      | 4 — 6 ноября 2016          | Алексей Мишкович           | Строитель                  | 13                         |
| 2      | 23 — 25 декабря 2016       | Алексей Коршун             | Строитель                  | 14                         |
| 3      | 28 — 29 января 2017        | Алексей Белов              | Строитель                  | 14                         |
| 4      | 24 — 26 февраля 2017       | Дмитрий Крук               | Союз-Энерго                | 24                         |
| 5      | 17 — 19 марта 2017         | Дмитрий Крук               | Союз-Энерго                | 12                         |
| 6      | Голосование не проводилось | Голосование не проводилось | Голосование не проводилось | Голосование не проводилось |
| 7      | Голосование не проводилось | Голосование не проводилось | Голосование не проводилось | Голосование не проводилось |
| 8      | Голосование не проводилось | Голосование не проводилось | Голосование не проводилось | Голосование не проводилось |

### Рекорды сезона
- Первый гол в сезоне: Вадим Бокач («Союз-Энерго») в ворота «Эскулапа» (4 ноября 2016)
- Самый быстрый гол в матче в сезоне:

- Сергей Колешко («Меркурий-ГТК») на 1-й минуте игры в ворота «Строителя» (5-й тур, 18 марта 2017)
- Роман Кручинин («Меркурий-ГТК») на 1-й минуте игры в ворота «Эскулап» (5-й тур, 19 марта 2017)

- Самая крупная победа (+11):

- «Союз-Энерго» — «Армрет-ВА» — 12:1 (4-й тур, 24 февраля 2017)
- «Союз-Энерго» — «Бобруйск» — 15:4 (7-й тур, 22 апреля 2017)

- Наибольшее количество забитых мячей в одном матче (19):

- «Союз-Энерго» — «Бобруйск» — 15:4 (7-й тур, 22 апреля 2017)

- Наибольшее количество голов, забитых одной командой в матче (15):

- «Союз-Энерго» — «Бобруйск» — 15:4 (7-й тур, 22 апреля 2017)

- Наибольшее количество победных матчей подряд (7): «Союз-Энерго»
- Наибольшее количество матчей без поражений подряд (7): «Союз-Энерго», «Меркурий-ГТК»
- Наибольшее количество сухих матчей подряд (2): «Меркурий-ГТК»
- Наибольшее количество матчей без побед подряд (13): «Эскулап»
- Наибольшее количество поражений подряд (13): «Эскулап»